# 亞瑟府的沒落 (電視劇)
《亞瑟府的沒落》（英語：The Fall of the House of Usher），是一部美國恐怖電視劇，由麥可·弗拉納根主創，布魯斯·格林伍德、卡拉·裘吉諾、玛丽·麦克唐奈、卡爾·魯伯利和馬克·漢米爾主演，改編自愛倫·坡的短篇小說《亞瑟府的沒落》。
該劇2023年10月12日在Netflix上首播。

## 劇情背景
故事講述一位壞事做盡的藥廠行政總裁的子女一個接一個地死去，令他不得不面對自己一段不想被提起的過去。
本劇故事始於2023年，腐敗的製藥公司鴻運製藥(Fortunato Pharmaceuticals)有錢又有權的執行長羅瑞克·亞瑟兩週內失去了他的六名子女，由長至幼分別為佛瑞克、譚美蘭、維特琳、卡蜜、拿破崙與普斯派洛。在為子女舉行最後一次葬禮後，羅瑞克邀請職志為揭發鴻運製藥腐敗的聯邦助理檢察官C·奧古斯特·杜邦來到他兒時的住家，對他講述自己的家庭真相，並逐步揭露亞瑟家最黑暗的秘密。影集除了羅瑞克與杜邦的對話外，另分為兩條時間軸進行並由羅瑞克講述，分別為1953年至1980年羅瑞克與雙胞胎妹妹瑪德琳的年輕時代以及掌握權力的過程，另一條為2023年，在兩週內所有亞瑟家人死亡的真相。

## 演員

### 主要角色
- 卡拉·裘吉諾[2]飾演 薇娜（Verna）

一名來自亞瑟雙胞胎過去中的神秘女子，能夠化身為不同外貌，藉此掠奪亞瑟家人的性命，其中最著名的形象是一隻烏鴉。「薇娜（Verna）」是「烏鴉（Raven）」的重組字謎。
- 布魯斯·格林伍德與扎克·基爾福德[2]飾演 羅瑞克·亞瑟（Roderick Usher）
  - 葛拉漢·維歇爾（英语：Graham Verchere） 飾演 少年時期的羅瑞克
  - 林肯·魯索(Lincoln Russo) 飾演 孩童時期的羅瑞克

瑪德琳的雙胞胎哥哥，腐敗的鴻運製藥執行長。此角改編自《亞瑟府的沒落》 中的同名角色，而他的公司則命名自《一桶阿蒙蒂亞度酒》的同名角色。格林伍德飾演2023年時的羅瑞克，而基爾福德則演出70年代的羅瑞克。。
- 玛丽·麦克唐奈與薇拉·費茲傑羅[2]飾演 瑪德琳·亞瑟（Madeline Usher）[2]
  - 露露·威爾森 飾演 少女時期的瑪德琳
  - 凱特·惠丁頓（Kate Whiddington） 飾演 孩童時期的瑪德琳

羅瑞克的雙胞胎妹妹，具有雄心壯志的鴻運製藥營運長，一生對於科技進步具有強烈興趣。此角改編自《亞瑟府的沒落》 中的同名角色，麥唐納飾演2023年時的瑪德琳，而費茲傑羅則演出70年代的瑪德琳。
- 亨利·托馬斯[2]飾演 佛瑞克·「佛萊迪」·亞瑟（Frederick "Freddie" Usher）
  - 威廉·科索維克（William Kosovic） 飾演 孩童時期的佛瑞克

羅瑞克的長子，鴻運製藥繼承人，同時也是茉莉拉的丈夫、莉諾的父親。角色命名自《門澤哲斯坦》的主角。
- 凱特·席格（英语：Kate Siegel）[2]飾演 卡蜜·萊帕納耶（Camille L'Espanaye）

羅瑞克的其中一名私生子女，伶牙俐齒的鴻運製藥公關主管，著迷於收集並控制訊息。角色命名自《莫爾格街兇殺案》中的角色。
- 拉胡爾·寇理（英语：Rahul Kohli）[2]飾演 拿破崙·「阿崙」·亞瑟（Napoleon "Leo" Usher）

羅瑞克的其中一名私生子女，一名具有藥癮的著名電玩遊戲發行商。角色命名自《眼鏡》中的角色。
- 珊曼莎·史洛楊（英语：Samantha Sloyan） 飾演 譚美蘭·「譚美」·亞瑟（Tamerlane "Tammy" Usher）

羅瑞克的長女，一名心懷壯志的企業家，經營著一家同時混合健康產品、美妝產品以及生活建議的品牌「金甲蟲」。角色命名自《帖木爾》。
- 媞妮亞·米勒（英语：T'Nia Miller）[2]飾演 維特琳·「維琪」·拉福凱（Victorine "Vicky" LaFourcader）,

羅瑞克的私生子女中最年長者，一名天賦異稟的外科醫師，試圖為實驗性的心臟節律器做出突破。角色命名自《過早的埋葬》。
- 邁克·特魯科[2]飾演 魯佛斯·格里斯沃（Rufus Griswold）

接任朗費羅的鴻運製藥繼任CEO，角色命名自愛倫·坡的競爭對手魯佛斯·威爾莫·格里斯沃
- 凱蒂·帕克（Katie Parker）[2]飾演 安娜貝爾·李（Annabel Lee）

羅瑞克的前妻，佛瑞克與譚美蘭的母親。角色命名自《安娜貝爾·李》。
- 索里揚·薩普科塔（Sauriyan Sapkota）[2]飾演 普斯派洛·「小派」·亞瑟（Prospero "Perry" Usher）

羅瑞克的私生子女中最年幼者，追求享樂主義的生活方式。角色命名自《紅死病的面具》。
- 麥特·比德爾（Matt Biedel）[2]飾演 威廉·「比爾提」·威爾森（William "Bill-T" Wilson）

譚美蘭的丈夫，一名健身網紅。角色命名自《威廉·威爾森》。
- 克莉絲朵·巴林特（Crystal Balint）[2]飾演 茉莉拉·「茉莉」·亞瑟（Morella "Molly" Usher）

前模特兒兼女演員，佛瑞克的妻子，莉諾的母親。角色命名自《茉莉拉》。
- 露絲·科德（英语：Ruth Codd）[2]飾演 朱諾·亞瑟（Juno Usher）

羅瑞克年少的後妻，曾是癮君子，現在對鴻運製藥產品「立克痛(Ligadone)」成癮。
- 凱莉・庫倫（英语：Kyliegh Curran）[2]飾演 莉諾·亞瑟（Lenore Usher）

佛瑞克與茉莉拉的女兒，羅瑞克認為她是「亞瑟家中最善良的人」。角色命名自《烏鴉》中的角色。
- 卡爾·魯伯利（英语：Carl Lumbly） 飾演 C·奧古斯特·杜邦（C. Auguste Dupin）[2]
 企圖將亞瑟家繩之以法的聯邦助理檢察官，角色命名自出現在數個愛倫·坡作品中的角色C·奧古斯特·杜邦。
  - 馬爾科姆·古德溫 飾演 年輕的杜邦
- 馬克·漢米爾 飾演 亞瑟·皮姆（Arthur Pym）[2]

亞瑟家無情的律師兼「解決者」。角色命名自《楠塔基特島的亞瑟·高登·皮姆的自述》，此作品也是此角色的背景故事。

### 常設角色
- 葆拉·努涅斯[2]飾演 亞莉珊卓·「亞莉」·魯伊茲醫師（Dr. Alessandra "Ali" Ruiz）

維特琳的妻子兼同事。角色命名自愛倫·坡的未完成劇作《政客》中的角色。
- 伊格比·瑞格尼（Igby Rigney）[2]飾演 托比（Toby）

卡蜜的助理，角色命名自《永不賭頭》。
- 古川綾（Aya Furukawa）[2]飾演 貝絲「蒂娜」（Beth "Tina"）

卡蜜的助理。
- 丹尼爾·全（Daniel Jun）[2]飾演 朱爾斯（Julius）

阿崙的男友，角色命名自《朱爾斯·羅德曼日記》。

### 客串角色
- 安娜貝絲·吉許（英语：Annabeth Gish）[2]飾演 伊萊莎·亞瑟（Eliza Usher）

羅瑞克與瑪德琳虔信宗教的母親，曾是朗費羅的秘書。 角色命名自愛倫·坡的母親伊萊莎·坡
- 勞勃·隆斯崔特（Robert Longstreet）[2]飾演 威廉·朗費羅（William Longfellow）

鴻運製藥前執行長，角色命名自亨利·華茲華斯·朗費羅

## 製作

### 選角
2021年12月9日，法蘭克·蘭吉拉、卡拉·裘吉諾、玛丽·麦克唐奈、卡爾·魯伯利和馬克·漢米爾宣佈將會主演劇集。翌日，珊曼莎·史洛楊、薇拉·費茲傑羅、拉胡爾·寇理、亨利·托馬斯、媞妮亞·米勒、凱特·西格爾、索里揚·薩普科塔（Sauriyan Sapkota）、扎克·基爾福德、凱薩琳·帕克（Katie Parker）、邁克·特魯科、馬爾科姆·古德溫、克莉絲朵·巴林特（Crystal Balint）、凱莉・庫倫、葆拉·努涅斯、古川綾（Aya Furukawa）、麥特·比德爾（Matt Biedel）、丹尼爾·全（Daniel Jun）、露絲·科德、勞勃·隆斯崔特（Robert Longstreet）、安娜貝絲·吉許和伊格比·瑞格尼（Igby Rigney）宣佈加入演員陣容。2022年4月13日，由於蘭吉拉被指在該劇拍攝期間性騷擾劇組成員而被辭退，並在同月底宣佈將會由布魯斯·格林伍德頂替其飾演男主角。

### 拍攝
主體拍攝於2022年1月31日在加拿大温哥華開始，並在7月9日煞科。

## 發行
該劇2023年10月12日在串流平台Netflix首播。

## 外部連結
- 在Netflix上觀看《亞瑟府的沒落》
- 互联网电影数据库（IMDb）上《亞瑟府的沒落》的资料（英文）